# Kostel svaté Kateřiny (Chomutov)
Kostel svaté Kateřiny, jehož vznik je datován před rok 1252, je nejcennější historickou památkou města Chomutova. Dokládá příchod gotiky na české území a zároveň je i jedním z nejstarších raně gotických kostelů v Evropě. Památkově chráněný kostel zasvěcený svaté Kateřině je spojen s východní stranou hlavního křídla zámku, který byl původně komendou řádu německých rytířů.
V závěru 18. století byl kostel v souvislosti se zánikem jezuitského řádu zrušen a sloužil jen jako skladiště. Díky záchraně této cenné gotické památky, které za komunistického režimu hrozila demolice, se tak do dnešních dní zachovala starší příčná loď a presbyterium z konce 13. století, které je významné zachovanými klenebními svorníky a patkami s rostlinnými motivy. V listopadu roku 2000 byl kostel po více než 200 letech znovu otevřen pro veřejnost.

## Historie

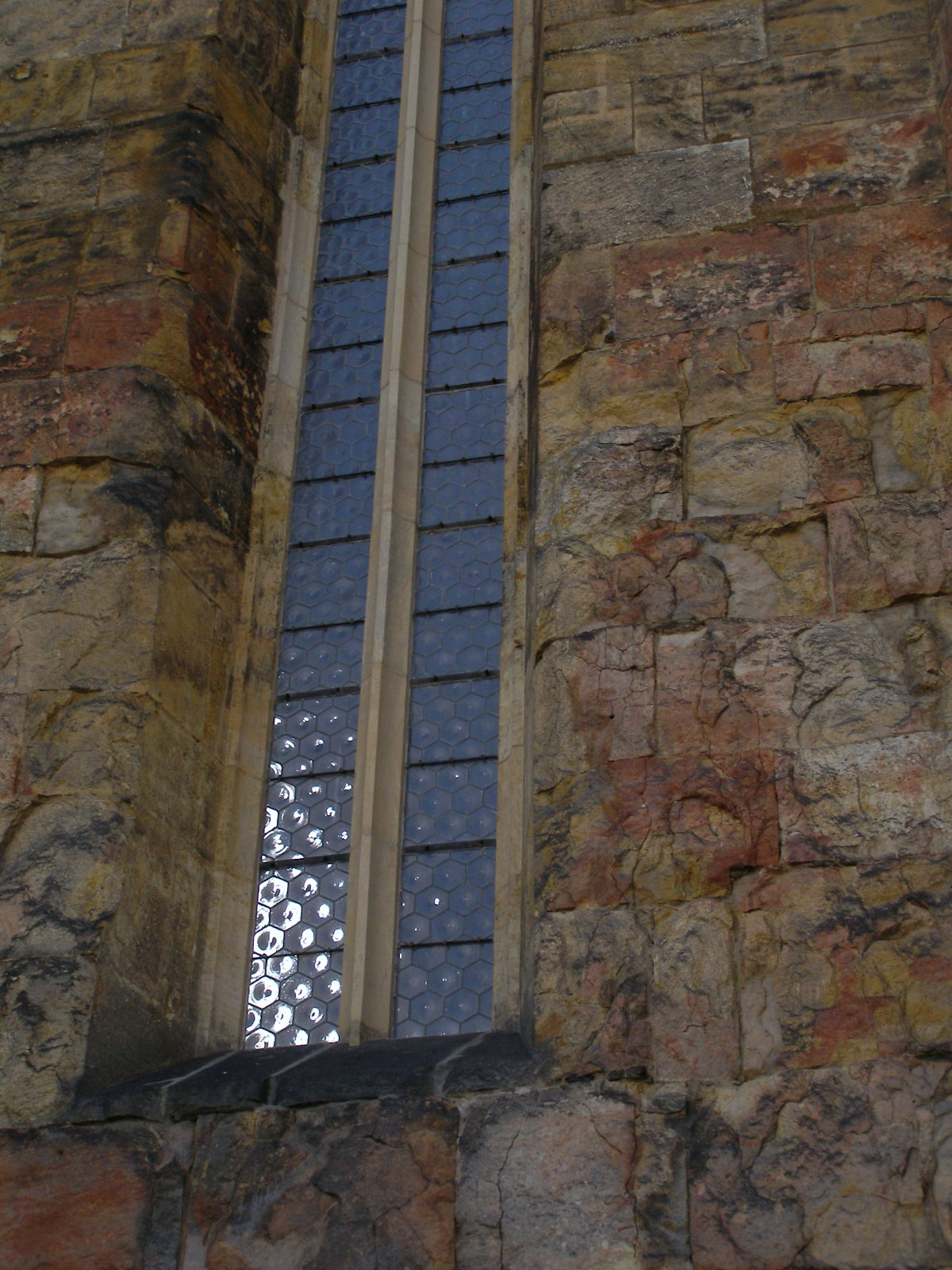
Detail okna kostela

Na místě dnešního chrámu stával původně starší panský kostel. Křížovnický řád německých rytířů, do jehož majetku se Chomutov dostal po roce 1252, zde v roce 1264 vybudoval komendu, tedy kombinaci hradu a kláštera. Hlavní obytná budova komendy přímo navazovala na západní průčelí kostela. Na východní straně nechali noví vlastníci přistavět mohutný polygonální presbytář, který byl dokončen v osmdesátých letech 13. století. V roce 1281 si ve svém odkazu vymínil Chotěbor z Račic, aby on a jeho manželka byli pohřbeni v řádovém kostele.

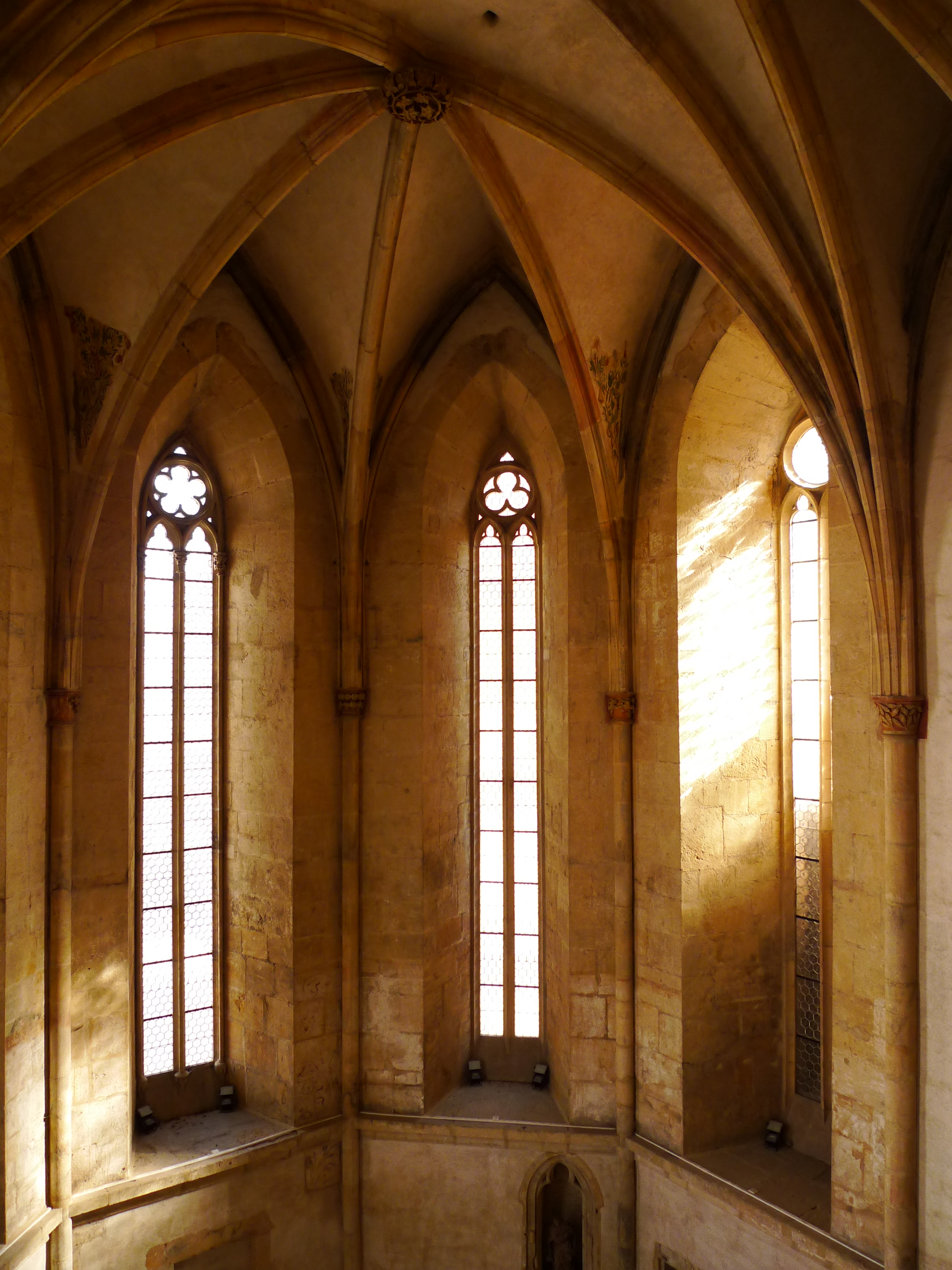
Gotická klenba presbytáře

Chomutov se stal nejbohatším řádovým panstvím v Čechách, později však začalo docházet k jeho úpadku. Když byl v roce 1410 řád německých rytířů poražen vojsky polského krále Vladislava II. v bitvě u Grunwaldu, byl komtur Oldřich z Ústí roku 1411 donucen předat majetek českému králi Václavu IV. Převážně německé obyvatelstvo Chomutova patřilo mezi odpůrce kalicha a tak již roku 1421 byl Chomutov dobyt vojsky Jana Žižky a město vypleněno. Kostel, který byl spolu s komendou poškozen již při požáru města v roce 1408, utrpěl škody také v těchto bojích.
Od roku 1422 byla polorozbořená komenda a liduprázdné město dáno do zástavy bratrům Anargovi a Jindřichovi z Valdenberku. Později v roce 1488 se podařilo Benešovi z Veitmile († 1496) získat všechna práva k Chomutovu a zahájil přestavbu komendy na zámek. V renesančních úpravách zámku pak pokračoval jeho syn Šebestián. I když zámek roku 1520 vyhořel, byl dále upravován. Byla dostavěna jeho severní strana, přiléhající ke kostelu svaté Kateřiny.
Z řádového kostela se postupem času stala zámecká kaple, neboť pozdně gotické a renesanční přestavby komendy na zámecké sídlo v průběhu 15. a 16. století pohltily kostelní loď a západní věž do obytné části sídla. Zásadní úpravou potom prošel kostel za Lobkowitzů, kdy byl proměněn v rodové mauzoleum vestavbou krypty.
Po vykoupení města z poddanství roku 1605 se stal Chomutov královským městem a zámek byl přestavěn na radnici. Kostel byl pak používán jako radniční kaple pod správou jezuitů. Zrušení jezuitského řádu v roce 1773 mělo za následek i zrušení kostela. Zařízení bylo rozprodáno a kostel upraven jako sýpka, skladiště a kočárovna.
V šedesátých letech 20. století se rozhodovalo, zda bude kostel stržen nebo opraven. Nakonec sloužil až do roku 1990 jako skladiště.
V roce 1991 byly zahájeny opravy a v listopadu roku 2000 byl kostel po více než 200 letech znovu otevřen pro veřejnost. Konají se zde výstavy a koncerty a je možné jej navštívit také v rámci prohlídky expozice Oblastního muzea. Jednou ročně bývá v kostele katolická poutní bohoslužba.